# Insel der Verheißung
Insel der Verheißung (Originaltitel: Saturday Island und alternativ Island of Desire) ist ein britischer Abenteuerfilm aus dem Jahr 1952 unter Regie von Stuart Heisler, der auch das Drehbuch zusammen mit Stephanie Nordli verfasste. Die Hauptrollen sind mit Linda Darnell, Tab Hunter und Donald Gray besetzt.

## Handlung
Im Zweiten Weltkrieg wird ein Lazarettschiff auf seiner Heimfahrt von einer Mine getroffen und sinkt. Der noch sehr junge, amerikanische Marinekorporal Michael Dugan kann sich gerade noch rechtzeitig in ein Boot retten, das in der allgemeinen Verwirrung leer ins Wasser gelassen worden war. Als er die Krankenschwester Elisabeth Smythe im Wasser treiben sieht, rettet er sie in das Boot. Obwohl die Dame einige Jahre älter ist als er, fühlt er sich zunehmend zu ihr hingezogen. 
Etliche Tage später treibt das Boot auf eine kleine Südseeinsel zu und zerschellt am Riff. Den Schiffbrüchigen gelingt es, sich auf das Eiland zu retten. Trinkwasser und Früchte gibt es im Überfluss. Auch Vogeleier, Fische und Wildbret bereichern den Speiseplan. Je länger aber der unfreiwillige Aufenthalt dauert, desto verstörter wird Elisabeth. Als sie einmal von Michael erneut gerettet wird und der sie heftig begehrt, weist sie ihn zurück – Elisabeth ist selbst verwirrt, da sie bisher nur auf ihren Traum, einmal Ärztin zu werden, fokussiert war und daher nie Romanzen hatte. Elisabeth öffnet sich allerdings langsam und kann es nicht mehr ertragen, ihren Retter tief unglücklich zu sehen. Als sie sich ihm hingibt, wünscht Michael, der Aufenthalt auf der Insel möge nie enden.
Eines Tages ist der britische Flieger William Peck gezwungen, auf dem Eiland notzulanden. Dabei überschlägt sich die Maschine und steht sofort in Flammen. Unter Einsatz seines Lebens gelingt es Michael, den Bruchpiloten zu retten. Liebevoll wird er von der Krankenschwester gesund gepflegt. Doch je länger William mit Elisabeth und Michael die Insel teilen muss, desto stärker wächst in Michael die Eifersucht auf den Neuling. Als dieser voll genesen ist, wird er von dem jüngeren Michael zum Kampf gefordert und zu Boden geschlagen. Möglicherweise hätte dies gefährlich für William werden können, wäre nicht just in diesem Moment am Horizont ein durch den Bordfunk der Flugzeugmaschine verständigtes Schiff aufgetaucht, welches das Eiland ansteuert. Jetzt sind alle drei froh, dass sich ihre Robinsonade dem Ende nähert.
Auf dem Schiff sehen alle drei ihre Lage von einem anderen Blickwinkel aus. Michael muss einsehen, dass Elisabeth besser zu William passt als zu ihm. Schließlich versöhnen sich die beiden Rivalen miteinander.

## Hintergrund
Als Vorlage diente die Erzählung Saturday Island des britischen Autors Hugh Brooke (1902–1977), der beispielsweise auch das Drehbuch zu dem Horrorfilm Donovans Hirn schrieb. Produziert wurde Insel der Verheißung von der englischen Firma Coronado Productions, aber auch unter der finanziellen Beteiligung des amerikanischen Filmstudios RKO Pictures, die den Film international vertrieben. Obwohl der Film damit überwiegend eine britische Produktion darstellte, waren der Regisseur Heisler sowie die Hauptdarsteller Linda Darnell und Tab Hunter Amerikaner. Für Hunter war Insel der Verheißung die erste größere Filmrolle, durch die er dank des kommerziellen Erfolgs der Produktion gleich breitere Bekanntheit erreichte. Der Südafrikaner Donald Gray (1914–1978), der die dritte Hauptrolle des Films spielt, hatte auch im echten Leben seinen linken Arm amputiert. Er hatte ihn 1944 während seines Einsatzes im Zweiten Weltkrieg durch eine Granate in Caen verloren.
Gedreht wurde nicht in der Südsee, sondern in den Nettlefold Studios im englischen Walton-on-Thames sowie auf Jamaika. Ein Hurricane verzögerte im Sommer 1951 die Dreharbeiten auf Jamaika um zwei Wochen. In Großbritannien kam der Streifen zum ersten Mal am 20. März 1952 ins Kino, in Deutschland am 27. Februar 1953.

## Synchronisation
Die deutsche Synchronfassung zu Island of Desire entstand 1952 in der Synchronabteilung von RKO Pictures in Berlin.
| Rolle                                     | Schauspieler   | Dt. Synchronstimme |
| ----------------------------------------- | -------------- | ------------------ |
| Leutnant Elisabeth Smythe                 | Linda Darnell  | Ingeborg Grunewald |
| Marinekorporal Michael J. „Chicken“ Dugan | Tab Hunter     | Klaus Schwarzkopf  |
| William Peck                              | Donald Gray    | Gunnar Möller      |
| Dr. Snyder, Arzt auf Lazarettschiff       | Russell Waters | Ernst Konstantin   |
| Krankenschwester auf Lazarettschiff       | Hilda Fenemore | Marion Degler      |

## Kritik
Das Lexikon des internationalen Films zieht folgendes Fazit: „Die erotischen Verwirrungen eines Dreiecksverhältnisses machen die unglaubhafte, pseudoromantische Robinsonade auch nicht interessanter.“ Der US-Filmkritiker Dennis Schwartz schrieb, die Aufnahmen in Jamaika seien angenehm für das Auge, doch Hunter und Darnell seien als Liebespaar nicht glaubwürdig.